# Nyssodrysina cinerascens
Nyssodrysina cinerascens är en skalbaggsart som först beskrevs av Bates 1864.  Nyssodrysina cinerascens ingår i släktet Nyssodrysina och familjen långhorningar.
Artens utbredningsområde är Venezuela. Inga underarter finns listade i Catalogue of Life.